# Waylon Payne
Waylon Malloy Payne (Nashville, 5 aprile 1972) è un attore, cantante e musicista statunitense.
Figlio dei cantanti Sammi Smith e Jody Payne, che in seguito divorziarono.
Attivo come musicista e cantante, ha anche recitato in poco più di dieci film, ed è noto per aver recitato la parte del cantante Jerry Lee Lewis nel film Quando l'amore brucia l'anima - Walk the Line.

## Filmografia parziale

### Cinema
- Quando l'amore brucia l'anima - Walk the Line (Walk the Line), regia di James Mangold (2005)
- Road to Nowhere, regia di Monte Hellman (2010)
- The Identical, regia di Dustin Marcellino (2014)

### Televisione
- CSI - Scena del crimine (CSI: Crime Scene Investigation) - serie TV, episodio 7x05 (2006)

## Doppiatori italiani
Nelle versioni in italiano delle opere in cui ha recitato, Waylon Payne è stato doppiato da:
- Luigi Ferraro in Quando l'amore brucia l'anima - Walk the line
- Davide Marzi in CSI - Scena del crimine